# Açude Gavião
O açude Gavião é um açude localizado nos municípios cearenses de Pacatuba e Itaitinga. Foi construído para complementar a rede de abastecimento de água potável para a cidade de Fortaleza.
A barragem deste açude barra às águas do rio Cocó, bem como dos seguintes riachos afluentes do rio Cocó: Água Fria, Alegrete, do Gavião, Pacatuba e Salgado. Construído pela União, teve sua construção concluída em 1973. Seu reservatório tem capacidade para armazenar 53 milhões de metros cúbicos de água.
A estação de tratamento de água localiza-se a lado da barragem deste açude.